# Ötödik érzék (Zséda-album)
Az Ötödik érzék a magyar énekesnő Zséda ötödik nagylemeze. Az album megjelenésére 2012. november 9-én került sor a Magneoton lemezkiadó gondozásában. Az album 25 hétig szerepelt a Mahasz lemezeladási listáján, és aranylemez lett.

## Számlista
| 1.  | "Legyen Úgy!"                  | Geszti Péter · Létray Ákos                                 | 3:45 |
| 2.  | "Hétköznapi Mennyország"       | Orbán Tamás · Létray Ákos                                  | 3:22 |
| 3.  | "Más Világ"                    | Létray Ákos · Rakonczai Viktor · Rácz Gergő · Malek Miklós | 3:58 |
| 4.  | "Babaház"                      | Szabó Ágnes                                                | 3:52 |
| 5.  | "Hűtlen" (közreműködik Majka)  | Létray Ákos · Rakonczai Viktor · Rácz Gergő · Malek Miklós | 4:22 |
| 6.  | "Tisztaszív" (Brave New World) | Létray Ákos · Rakonczai Viktor · Rácz Gergő · Malek Miklós | 4:24 |
| 7.  | "Ha lennél..."                 | Dévényi Ádám · Szirtes Edina                               | 2:01 |
| 8.  | "Második felvonás"             | Létray Ákos · Rakonczai Viktor · Rácz Gergő · Malek Miklós | 3:40 |
| 9.  | "Ágyas Mézes"                  | Orbán Tamás · Létray Ákos                                  | 3:40 |
| 10. | "Szél" (Back On My Own)        | Létray Ákos · Rakonczai Viktor · Rácz Gergő · Malek Miklós | 4:47 |
| 11. | "Lebegés"                      | Létray Ákos · Rakonczai Viktor · Rácz Gergő · Malek Miklós | 4:13 |
| 12. | "Dance"                        | Létray Ákos · Rakonczai Viktor · Rácz Gergő · Malek Miklós | 3:42 |
| 13. | "Érzék"                        | Létray Ákos · Rakonczai Viktor · Rácz Gergő · Malek Miklós | 0:43 |
| 14. | "Láttam a Szerelmet"           | Valla Attila · Szirtes Edina                               | 4:28 |